# 日本シニアカーリング選手権大会
日本シニアカーリング選手権大会（にほんシニアカーリングせんしゅけんたいかい）は、日本カーリング協会が主催するシニアカーリングの全国大会。

## 歴史
第1回は2003年12月に北見市常呂町カーリングホールで開催。

## 歴代大会
| 回 | 日程                      | 会場                               | 男子優勝                                     | 女子優勝                                     |
| -- | ------------------------- | ---------------------------------- | -------------------------------------------- | -------------------------------------------- |
| 1  | 2003年12月5日 - 12月7日   | 常呂町カーリングホール             | みよた（長野県）                             | GOOD LUCK（北海道）                          |
| 2  | 2004年12月24日 - 12月26日 | カーリングホールみよた             | チーム朝川（北海道）                         | チーム長岡（長野県）                         |
| 3  | 2005年12月16日 - 12月18日 | スカップ軽井沢                     | みよたCMC（長野県）                          | チーム北海道女子（北海道）                   |
| 4  | 2006年12月15日 - 12月17日 | 北海道立サンピラーパーク           | JA十勝池田町（北海道）                       | Team Tokyo（東京都）                         |
| 5  | 2007年11月30日 - 12月2日  | スカップ軽井沢                     | みよたCMC（長野県）                          | チーム札幌（北海道）                         |
| 6  | 2008年12月5日 - 12月7日   | 妹背牛町カーリングホール           | TOKACHI（北海道）                            | Team Tokyo（東京都）                         |
| 7  | 2009年12月4日 - 12月6日   | 常呂町カーリングホール             | TOKACHI（北海道）                            | 開催せず                                     |
| 8  | 2011年2月25日 - 3月27日   | 青森市スポーツ会館                 | チーム岩手（岩手県）                         | 札幌チーム（北海道）                         |
| 9  | 2012年3月8日 - 3月11日    | 妹背牛町カーリングホール           | チーム池田（北海道）                         | Team Tokyo（東京都）                         |
| 10 | 2013年2月28日 - 3月3日    | 常呂町カーリングホール             | TOKACHI（北海道）                            | 長野（長野県）                               |
| 11 | 2014年2月13日 - 2月16日   | 北海道立サンピラーパーク           | TOKACHI（北海道）                            | aomori（青森県）                             |
| 12 | 2015年3月5日 - 3月8日     | みちぎんドリームスタジアム         | TOKACHI（北海道）                            | aomori（青森県）                             |
| 13 | 2016年3月3日 - 3月6日     | どうぎんカーリングスタジアム       | チーム神奈川（神奈川）                       | チーム北海道（北海道）                       |
| 14 | 2017年2月16日 - 2月19日   | 北海道立サンピラーパーク           | 軽井沢（長野県）                             | チームHokkido（北海道）                      |
| 15 | 2018年2月14日 - 2月18日   | 妹背牛町カーリングホール           | TOKACHI（北海道）                            | チームHokkido（北海道）                      |
| 16 | 2019年3月7日 - 3月10日    | みちぎんドリームスタジアム         | チーム藤澤（北海道）                         | チーム北海道（北海道）                       |
| 17 | 2020年3月5日 - 3月8日     | アドヴィックス常呂カーリングホール | 新型コロナウイルス感染症蔓延の影響により中止 | 新型コロナウイルス感染症蔓延の影響により中止 |
| 18 | 2021年                    | 軽井沢アイスパーク                 | 同上                                         | 同上                                         |
| 19 | 2022年3月10日 - 3月13日   | 妹背牛町カーリングホール           | 同上                                         | 同上                                         |
| 20 | 2022年11月24日 - 11月28日 | みちぎんドリームスタジアム         | 軽井沢C.C. SENIOR（長野県）                  | チーム北海道（北海道）                       |
| 21 | 2023年11月23日 - 11月26日 | 軽井沢アイスパーク                 | 軽井沢C.C. SENIOR（長野県）                  | チーム軽井沢（長野県）                       |
| 22 | 2025年2月21日 - 2月24日   | 北海道立サンピラーパーク           | チーム中村（青森県）                         | チーム軽井沢（長野県）                       |